# Mieczysław Tanty

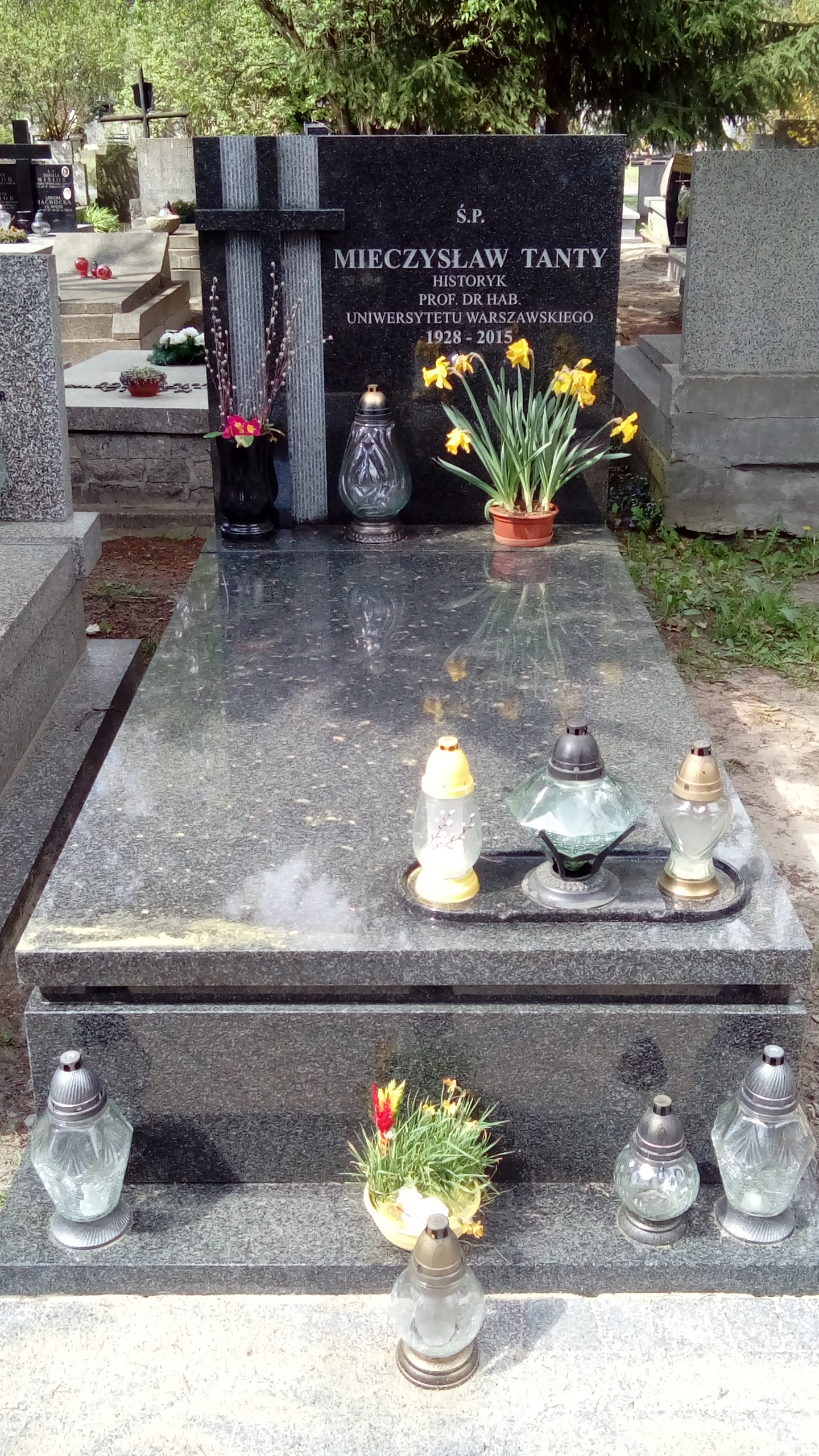
Grób Mieczysława Tanty na Cmentarzu Wojskowym na Powązkach

Mieczysław Tanty (ur. 19 lipca 1928 w Dobrzecu, zm. 22 kwietnia 2015 w Warszawie) – polski historyk i bałkanista.

## Życiorys
Pochodził z rodziny rzemieślniczej, był synem Wawrzyńca i Ewy. Maturę uzyskał w 1949 w liceum handlowym w Kaliszu. Po maturze podjął studia historyczne na Uniwersytecie Łódzkim, skąd po dwóch latach przeniósł się na Wydział Humanistyczny Uniwersytetu Warszawskiego. W 1952 ukończył studia I stopnia, w 1955 studia magisterskie.
1 października 1955 rozpoczął pracę w Katedrze Historii Europy Wschodniej Uniwersytetu Warszawskiego. Pracę doktorską pt. Zjazd słowiański w Moskwie w roku 1867 obronił w 1962 (promotor – Ludwik Bazylow) i uzyskał awans na stanowisko adiunkta. W 1969 uzyskał stopień doktora habilitowanego na podstawie pracy: Rosja wobec wojen bałkańskich 1912–1913 roku. Od 1988 profesor zwyczajny.
W latach 1971–1975 był wicedyrektorem Instytutu Historycznego Uniwersytetu Warszawskiego. Prodziekan Wydziału Historycznego UW w latach 1977–1981. Visiting professor University of Kansas 1979–1980. Po przejściu na emeryturę do 2013 pracował w Wyższej Szkole Gospodarki Krajowej w Kutnie.
Członek Zarządu Głównego i skarbnik Polskiego Towarzystwa Historycznego (1967–1974), członek Zarządu Głównego Polskiego Towarzystwa Rusycystycznego (1976–1980), przewodniczący strony polskiej i współprzewodniczący Komisji Polsko-Rosyjskiej ds. podręczników historii i geografii (1985–2009), członek Komisji Historycznej Polsko-Rosyjskiej PAN i Akademii Nauk ZSRR/Rosyjskiej Akademii Nauk (od 1972).
Pochowany na cmentarzu Powązki Wojskowe w Warszawie (kwatera HII-2-14).

## Odznaczenia i nagrody
Trzykrotnie wyróżniany nagrodą Ministra Nauki i Szkolnictwa Wyższego – za rozprawę habilitacyjną w 1971, za książkę Historia Słowian Południowych i Zachodnich w 1978 i w 1985 za pracę Bosfor i Dardanele w polityce mocarstw.
Odznaczony Krzyżem Kawalerskim Orderu Odrodzenia Polski, Złotym Krzyżem Zasługi i Medalem Komisji Edukacji Narodowej.

## Wybrane publikacje
- Konflikty bałkańskie w latach 1878–1919, Warszawa: Państwowe Zakłady Wydawnictw Szkolnych 1968.
- Panslawizm, carat, Polacy : zjazd słowiański w Moskwie 1867 r., Warszawa: Państwowe Wydawnictwo Naukowe 1970.
- Rosja wobec wojen bałkańskich 1912–1913 roku, Warszawa: Państwowe Wydawnictwo Naukowe 1970.
- Zwycięstwo leninowskiej polityki narodowościowej w Związku Radzieckim, Warszawa: Towarzystwo Przyjaźni Polsko-Radzieckiej. Zarząd Główny 1972.
- (wraz z J. Skowronkiem i T. Wasilewskim), Historia Słowian południowych i zachodnich, Warszawa: Państwowe Wydawnictwo Naukowe 1977 (wyd. 2 – 1988).
- Bosfor i Dardanele w polityce mocarstw, Warszawa: Państwowe Wydawnictwo Naukowe 1982.
- Rewolucja rosyjska a sprawa polska: 1917–1918, Warszawa: Młodzieżowa Agencja Wydawnicza 1987.
- Bałkany w XX wieku: dzieje polityczne, Warszawa: „Książka i Wiedza” 2003.
- (wraz z J. Skowronkiem i T. Wasilewskim), Słowianie południowi i zachodni VI–XX wiek, Warszawa: Książka i Wiedza 2005.